# Frédéric Jomouton
Frédéric Jomouton (né le 5 mai 1858 à Namur et mort en 1931) est un artiste peintre et aquarelliste belge.

## Biographie
Il vint s'établir à Bruxelles en 1908 où il mourut en 1931 ou 1932. Il naquit dans un milieu dédié à la peinture, son père Nicolas Jomouton, personnalité folklorique locale dans l'ordre des Molons dont il créa le costume, étant à la tête d'une entreprise de peinture-décoration à Namur. Son frère Adolphe Jomouton, tout en continuant l'entreprise familiale, fut également peintre de chevalet, membre du cercle "Le Progrès" à Namur.
Après avoir reçu une formation de peintre décorateur au sein de l'entreprise familiale, il alla suivre des cours à l'Académie des Beaux-Arts de Namur dans les ateliers de Louis Bonet et Théodore Baron. Il continua sa formation à Paris auprès de Léon Bonnat.
Il a fait connaître son œuvre lors de nombreuses expositions tant en Belgique qu'à l'étranger.
Selon Paul Piron, il montra une prédilection pour « les paysages, les marines et les natures mortes ».
Le Musée des Beaux-Arts de Namur conserve plusieurs de ses œuvres.